# موريس فيرير
موريس فيرير هو مهندس بلجيكي، ولد في 8 أغسطس 1890 في شارلوروا في بلجيكا، وتوفي في 11 أغسطس 1970 في Side, Turkey ‏ في تركيا.